# Zenon Hubert Nowak
Zenon Hubert Nowak (ur. 20 lipca 1934 w Gdyni, zm. 3 grudnia 1999 w Toruniu) – polski historyk, mediewista, badacz dziejów zakonów rycerskich w średniowieczu.

## Życiorys
Absolwent historii na Uniwersytecie Mikołaja Kopernika w Toruniu (1957). Doktorat pod kierunkiem Karola Górskiego (Polityka Zygmunta Luksemburskiego w stosunku do krajów nadbałtyckich do roku 1411), habilitacja w 1982 (Międzynarodowe procesy polubowne jako narzędzie polityki Zygmunta Luksemburskiego w północnej i środkowowschodniej Europie (1414-1424)) na UMK. Od 1983 docent na UMK, 1990 – profesor nadzwyczajny, 1998 – profesor zwyczajny. W latach 1987–1990 pełnił funkcję dyrektora Instytutu Historii i Archiwistyki UMK. Autor ponad 300 publikacji z zakresu mediewistyki. Zajmował się dziejami zakonów rycerskich. Redaktor serii Ordines Militares (od 1983).

## Publikacje
- Polityka północna Zygmunta Luksemburskiego do roku 1411, Toruń: Towarzystwo Naukowe – Łódź: Państwowe Wydawnictwo Naukowe 1964.
- Kultura umysłowa Prus Królewskich w czasach Kopernika, Poznań: Państwowe Wydawnictwo Naukowe 1972.
- Międzynarodowe procesy polubowne jako narzędzie polityki Zygmunta Luksemburskiego w północnej i środkowowschodniej Europie (1412-1424) = Internationale Schiedsprozesse als Werkzeug der Politik Sigismunds von Luxemburg in Nord- und – OstmittelEuropa (1412-1424), Toruń: UMK 1981.
- Współpraca polityczna państw unii polsko-litewskiej i unii kalmarskiej w latach 1411-1425, Toruń: Uniwersytet Mikołaja Kopernika, 1996
- (współautor: Janusz Tandecki), Prawa i przywileje Starego i Nowego Miasta Elbląga w średniowieczu, Gdańsk: „Marpress” 1998.
- Przyczynki źródłowe do historii zakonu krzyżackiego w Prusach = Quellenbeiträge zur Geschichte des Deutschen Ordens in Preussen, red. nauk. Roman Czaja, Toruń: Towarzystwo Naukowe – Wydawnictwo Naukowe Uniwersytetu Mikołaja Kopernika 2011.